# Yusuf Alireza
Yusuf Abdulla Yusuf Akbar Alireza (* 1970 in Bahrein) ist ein in Hongkong lebender Manager. Er ist Leiter der Geschäftsführung der Noble Group und ehemaliger Banker von Goldman Sachs.

## Leben
Alireza hat einen Bachelor- und Master-Abschluss der School of Foreign Service der Georgetown University. Alireza war von 1992 bis 2011 für das Unternehmen Goldman Sachs Asien (außer Japan) tätig, wobei er ab 2004 als Partner und ab Januar 2011 als Vizepräsident wirkte. Außerdem gehörte er dem globalen Management von Goldman Sachs an. Als Nachfolger von Richard Elman leitet er als Geschäftsführer seit April 2012 das chinesische Unternehmen Noble Group.
Übergangsweise war der Noble-Unternehmensgründer Elman wieder das Amt des Leiters der Geschäftsführung übernommen, nachdem sein Vorgänger Ricardo Leiman im November 2011 zurückgetreten war.

## Ehrenamtliches Arbeit
Yusuf Alireza engagiert sich ehrenamtlich in der Geschäftsführung des Unternehmens Room to Read, dass Kindern den Zugang zu Schulbildung und Büchern erleichtern soll.